# ميست (سلسلة)
ميست هو امتياز يركز على سلسلة من ألعاب الفيديو المغامرة. تم إصدار أول لعبة في السلسلة ميست في عام 1993 من قبل الأخوين راند وروبين ميلر وشركة ألعاب الفيديو الخاصة بهم سيلن إنك. تم إصدار أول تكملة لـ ميست ريفين في عام 1997 وتبعها ثلاث تتابعات مباشرة أخرى: ميست 3: الغموض في 2001 ميست 4: الوحي في 2004، و ميست 5: نهاية العصور في 2005. تم إصدار عنصر ثانوي يضم مكونًا متعدد اللاعبين، Uru: Ages Beyond Myst ، في عام 2003 وتبعه حزمتا توسعة.
المخاوف قصة MYST ' المستكشف اسمه Atrus الذي لديه القدرة على الكتابة الكتب التي تخدم وصلات إلى عوالم أخرى، والمعروفة باسم العصور. تم تطوير هذه الممارسة المتمثلة في إنشاء كتب الربط من قبل حضارة قديمة تعرف باسم D'ni ، والتي انهار مجتمعها بعد أن دمرها المرض. يأخذ اللاعب دور شخص غير مسمى يشار إليه باسم Stranger ويساعد Atrus من خلال السفر إلى العصور الأخرى وحل الألغاز. على مدار المسلسل، يكتب Atrus عصرًا جديدًا للناجين من D'ni للعيش فيه، ويحدد لاعبو الألعاب المسار الذي ستتبعه الحضارة.
طور الأخوان ميست بعد إنتاج ألعاب حائزة على جوائز للأطفال. بالاعتماد على قصص الطفولة، أمضى الأخوان شهورًا في تصميم لاعبي العصور التي سيقومون بالتحقيق فيها. جاء اسم ميست من رواية جول فيرن " الجزيرة الغامضة" . بعد أن أطلق سراح ريفين غادر روبين سيان لمتابعة مشاريع أخرى، وبدأ سيان تطوير أورو. قام المطورون بريستو ستوديو ويوبي سوفت بإنشاء Exile و Revelation قبل عودة Cyan لإكمال السلسلة بنهاية العصور . حققت ميست وتوابعها نجاحات نقدية وتجارية حيث بيعت أكثر من اثني عشر مليون نسخة؛ دفعت الألعاب مبيعات أجهزة الكمبيوتر الشخصية ومحركات الأقراص المضغوطة بالإضافة إلى جذب اللاعبين العاديين من خلال أسلوب اللعب المنهجي غير العنيف. وقد أدى نجاح ألعاب الفيديو إلى نشر ثلاث روايات بالإضافة إلى الموسيقى التصويرية، والمسلسل الهزلي، والملاعب التلفزيونية والأفلام.

## القصة
تبدأ قصة ميست مع وصول أشخاص تعرف باسم دني على الأرض منذ حوالي 10,000 سنة. ودني D'ni /dəˈniː/ هما جنس قديم الذي استخدم مهارة خاصة لإنشاء كتب سحرية والتي تكون بمثابة بوابات إلى عوالم يصفونها والمعروفة باسم العصور. يقوم دني ببناء مدينة عظيمة وحضارة مزدهرة في الكهوف. عثرت عالمة جيولوجيا من السطح على السطح آنا على حضارة دني. عند تعلم لغة دني أصبحت آنا تُعرف باسم تيانا وتتزوج من شخص دني يُدعى ايتراس؛ يرزق الزوجان بابن اسمه جيهن. بعد فترة وجيزة دمر دني من قبل طاعون خلقه رجل يدعى A'Gaeris. يضحي ايتراس بنفسه لإنقاذ زوجته وطفله، ويقتل A'Gaeris بينما هربت تيانا وجيهن إلى السطح مع سقوط حضارة دني.
تقوم تيانا بتربية جيهن حتى يهرب في سن المراهقة، ويتعلم فن الدني في كتابة الكتب الوصفية. تهتم تيانا أيضًا ب أتروس ابن جيهن، حتى يصل جيهن لتعليم أتروس الفن. يدرك أتروس أن والده متهور ومتعطش للسلطة، وبمساعدة تيانا وامرأة شابة تدعى كاثرين، يحبس أتروس جيهن في كتابه عصر ريفن دون وجود كتب تربطه به. أتروس وكاثرين يتزوجان ويرزقا بطفلان سيروس وأشنار. ينمو الإخوة جشعين، وبعد نهب عصور أبيهم فإنهم يحتجزون كاثرين في ريفن. عندما يعود أتروس للتحقيق يحاصره الأخوان في كهف دني قبل أن يقعوا هم أنفسهم محاصرين في كتب «السجن» الخاصة. بمساعدة شخص غريب يتم تحرير أتروس ويرسل المتبرع إلى ريفن لاستعادة كاثرين من براثن جيهن. يُعاقب سيروس وأشنار على جرائمهما بالسجن في عصور منفصلة حتى يتم إصلاحهما.
يكتب أتروس عصرًا جديدًا يسمى ريليشان للناجين من دني لإعادة بناء حضارتهم حيث يستقر هو وكاثرين على الأرض لتربية ابنة تدعى ييشا. بينما يستعد أتروس لأخذ الغريب إلى ريليشان يظهر رجل غامض يُدعى سافيدرو ويسرق كتاب ريليشان الوصفي. يتبع الغريب سافيدرو عبر عدة عصور قبل أن يستعيد الكتاب أخيرًا. وبعد عشر سنوات يطلب أتروس مساعدة الغريب في تحديد ما إذا كان أبناؤه قد تابوا بعد سجنهم الطويل، ينقذ الغريب ييشا من مكائد سيروس، لكن سيروس وأشنار التائب يقتلان. لن يتم استعادة دني بالكامل حتى يتم تحرير المخلوقات التي استعبدها دني والمعروفة باسم باهرو.

## التطوير

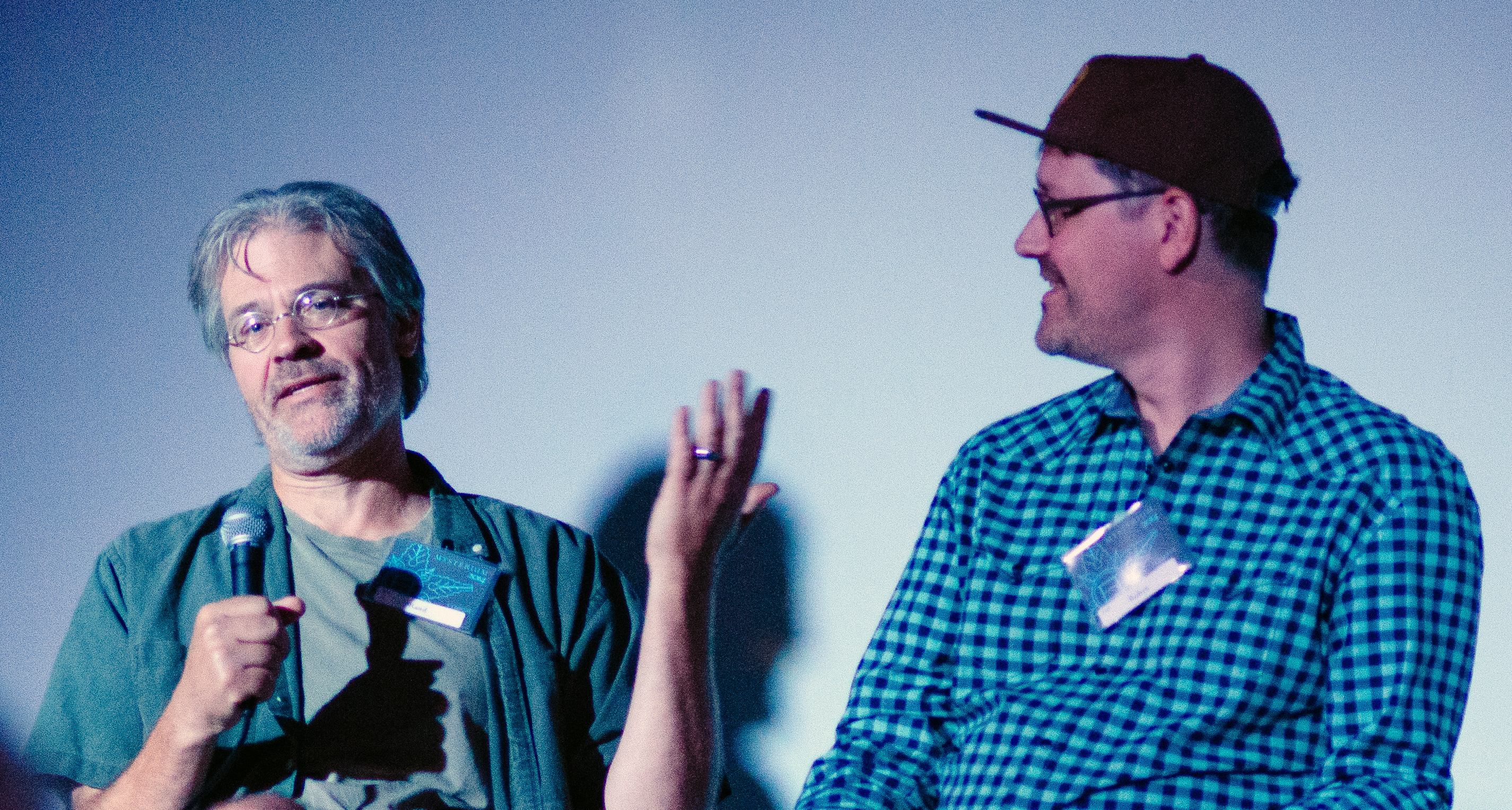
راند (يسار) وروبين ميلر في عام 2014.

تم تصور ميست في الأصل من قبل الأخوين راند وروبين ميلر. ابتكر آل ميلرز عوالم وقصصًا خيالية عندما كانوا أطفالًا صغارًا متأثرين بأعمال مؤلفين مثل جي آر آر تولكين وروبرت أ. هينلين وإسحاق أسيموف. شكلا معًا شركة ألعاب فيديو تسمى سيان إنك فازت لعبتهم الأولى المسماة The Manhole ، بجائزة جمعية ناشري البرمجيات في عام 1988 لأفضل استخدام للوسائط الرقمية. أنتجت سيان ألعابًا أخرى تستهدف الأطفال؛ قرر ميلرز في النهاية أن مشروعهم التالي سيكون للبالغين.
قضى الأخوان شهورًا في تصميم العصور التي تتكون منها اللعبة، والتي تأثرت بـ «العوالم» الغريبة السابقة التي صنعها السيان لألعاب الأطفال. اسم اللعبة، بالإضافة إلى الجو العام المنعزل والغامض للجزيرة، مستوحى من كتاب الجزيرة الغامضة للكاتب جول فيرن. رواية روبين الغير مكتملة Dunnyhut أثرت في جوانب من قصة ميست ' والتي تم تطويرها شيئا فشيئا كما تصور الاخوة مختلف العالمين. مع تقدم التطوير، أدرك ميلرز أنهم سيحتاجون إلى المزيد من القصة والتاريخ أكثر مما سيتم الكشف عنه في اللعبة نفسها. وإدراكًا منهم أن المشجعين سيستمتعون بإلقاء نظرة أعمق على القصة خارج الألعاب أنتج ميلرز مسودة أولية لما سيصبح رواية ميست كتاب أتروس.
بعد الاستجابة الهائلة لـ ميست بدأ العمل بسرعة في لعبة ميست التالية. انتقلت سيان من مرآبهم إلى مكتب جديد ووظفا مبرمجين ومصممين وفنانين إضافيين. كان من المقرر أن يتم شحن اللعبة في أواخر عام 1996 ولكن تم تأجيل الإصدار لمدة عام. وكانت تكاليف التطوير بين 5 و 10 ملايين $ $. بعد إصدار ريفين ترك روبين ميلر الشركة لمتابعة مشاريع أخرى، بينما بقيت راند للعمل على امتياز ميست.

طور ريتشارد واتسون لغة ورموزًا رقمية لثقافة دني

بينما صرح راند ميلر أن سيان لن يقدم تكملة أخرى لـ ميست عرضت ماتيل (مالكة امتياز ميست) مهمة تطوير تكملة للعديد من شركات ألعاب الفيديو التي قامت بإنشاء مقترحات قصة مفصلة وعروض تكنولوجية. تم التعاقد مع بريستو استوديوز صانعي ألعاب المغامرة Journeyman Project لتطوير ميست 3 . أنفقت بريستو الملايين في تطوير اللعبة واستخدمت طاقم الاستوديو بأكمله لإكمال المشروع، الذي استغرق تطويره عامين ونصف. بعد فترة وجيزة من إصدار Myst III: Exile تم إغلاق بريستو  وقام ناشر Exile Ubisoft بتطوير التكملة Myst IV: Revelation داخليًا. وفي الوقت نفسه، أنتج سيان العنوان الفرعي Uru: Ages Beyond Myst والذي تضمن مكونًا متعدد اللاعبين يسمح للاعبين بحل الألغاز بشكل تعاوني.
عاد سيان لإنتاج ما تم وصفه على أنه اللعبة الأخيرة في السلسلة،  تجاهل تسلسلات الحركة الحية المضمنة في رسومات معروضة مسبقًا لعالم يتم عرضه في الوقت الفعلي. تم تحويل وجوه الممثلين إلى أنسجة ورسمت على أحرف رقمية مع مزامنة حركات الممثل عن طريق التقاط الحركة. قبل وقت قصير من الإصدار، أغلق سيان التطوير،  على الرغم من أن هذا لم يؤثر على إصدار اللعبة وكانت الشركة قادرة على إعادة توظيف موظفيها بعد بضعة أسابيع، واستمرت في العمل في مشاريع غير ميست ومحاولة قيامة أورو متعددة المكونات. تم إنشاء الخوادم المدفوعة عن طريق التبرع في عام 2010، وأصبحت اللعبة مفتوحة المصدر في عام 2011.
ومن بين العناصر المفصلة لكون ميست التي تم إنشاؤها لغة وثقافة دني. ظهرت أرقام الحضارة وكتاباتها لأول مرة في ريفن، وكانت مهمة لحل بعض ألغاز اللعبة. كانت لغة دني هي اللغة المقدمة في العديد من الألعاب والروايات من سلسلة ميست والتي أنشأها ريتشلرد إيه واتسون. تم تطوير العديد من قواميس دني عبر الإنترنت كجزء من ثقافة المعجبين المستمرة المرتبطة باللعبة.

## موسيقى
وقعت الموسيقى الخاصة بكل لعبة في سلسلة ميست على العديد من الملحنين. في الأصل، اعتقد ميلرز أن أي موسيقى أو صوت إلى جانب الضوضاء المحيطة من شأنه أن يصرف اللاعب عن اللعبة ويدمر الإحساس بالواقع؛ لذلك، كان من المفترض أن لا يكون لدى ميست موسيقى على الإطلاق. أقنع اختبار الصوت المطورين في النهاية أن الموسيقى تزيد من الشعور بالانغماس بدلاً من تقليله، وعلى هذا النحو قام روبين ميلر بتأليف 40 دقيقة من الموسيقى المركبة للعبة. سينتج أيضًا الموسيقى لـ ريفن والتي تضمنت أفكارًا مهيمنة لكل من الشخصيات الرئيسية. اشترت شركة تسجيلات فيرجن حقوق الموسيقى وأنتجت الموسيقى التصويرية،  والتي تم إصدارها في عام 1998.
بالنسبة إلى Myst III: Exile and Myst IV: Revelation ، ابتكر الملحن جاك وول الموسيقى وطور أسلوبًا موسيقيًا أكثر نشاطًا يختلف عن موضوعات ميلر المحيطة. نظر وول إلى التعقيد المتزايد للألعاب على أنه فرصة لمنح اللاعبين مسارًا صوتيًا بقوة كبيرة مثل درجة الفيلم،  وحاول إنشاء صوت مميز لا يزال معروفًا باسم الموسيقى الغامضة. في سفر الرؤيا قام وول بتكييف الموضوعات لشخصيات ميست المتكررة،  وتعاون مع بيتر غابرييل الذي قدم أغنية للعبة بالإضافة إلى العمل الصوتي.
موسيقى Uru: Ages Beyond Myst and Myst V: End of Ages كانت من تأليف تيم لاركن الذي شارك في سلسلة تصميم الصوت لـ ريفن. ابتعد لاركن عن خلفيته كمؤلف موسيقى جاز وموسيقي ليؤلف موسيقى بهيكل أقل وبدون بداية ونهاية محددين. ابتكر لاركن موسيقى مختلفة اعتمادًا على الموقع، مما أعطى كل مكان وعمر نغمة مميزة. بالنسبة لـ نهاية العصور لم يكن لاركن قادرًا على تحمل تكلفة أوركسترا كاملة لأداء نتيجته، لذلك قام بدمج الآلات الفردية مع مجموعة من أجهزة المزج.

## الاقتباسات
راند وروبين ميلر كلاهما رغبا في تطوير قصة ميست مرة أخرى في الروايات. بعد نجاح ميست وقع الناشر Hyperion على ثلاثة كتب بقيمة مليون دولار أمريكي مع الأخوين. عمل ديفيد وينجروف من الخطوط العريضة لقصة الأخوين ميلر. الكتب الثلاثة - ميست: كتاب أتروس ، ميست: كتاب تيانا، ميست: كتاب دني صدرت في 1995 و 1996 و 1997 على التوالي. تم تجميع الكتب لاحقًا معًا باسم ذا ميست ريدر . رواية رابعة تم التخطيط لها ولكنها لم تصدر ميست: كتاب ماريم .
تعاونت سيان مع دارك هورس كومكس في عام 1993 لإصدار سلسلة كوميدية من أربعة أجزاء تسمى Myst: The Book of Black Ships . المسلسل كان سيركز على أتروس وأبنائه الصغار، قبل أحداث ميست . صدر العدد الأول في 3 سبتمبر 1997،  ولكن تم إلغاء المزيد من الكتب بعد أن قرر سيان أن العدد الأول لم يرق إلى مستوى التوقعات.
تم التخطيط أو الإشاعة للعديد من المقترحات للأفلام والمسلسلات التلفزيونية القائمة على الامتياز، ولكنها لم تؤتي ثمارها. يشملوا:
- أعلنت قناة ساي فاي في عام 2002 عن مسلسل تلفزيوني قصير [27] لكنه لم يتحقق أبدًا. وفقًا لراند ميلر لم يلب أي من المقترحات المختلفة موافقة سيان، أو كانت صيغية أو سخيفة للغاية.[28]
- أراد صانعو الأفلام المستقلون باتريك ماكنتاير وأدريان فاندربوش إنتاج صورة متحركة بناءً على القصة التي تم الكشف عنها في روايات ميست وفي عام 2006 أرسلوا عرض DVD إلى سيان[29] تم تعيين الفيلم ليكون مبنيًا على رواية ميست: كتاب تيانا، [30] ولكن لم يعد يظهر لكي يكون في الإنتاج.[31]
- في عام 2014، أعلنت ليجينداري إنترتينمينت أنها تقوم بتطوير مسلسل تلفزيوني مبني على ميست لكن لم يحدث شيء منه.[32]

استعدادًا للاحتفال بالذكرى السنوية الخامسة والعشرين للعبة في سبتمبر 2018، حصلت سيان ورلدز على الحقوق اللازمة لإصدار جميع ألعاب ميست التي تم تحديثها لأنظمة ويندوز الحديثة بمساعدة غوغ دوت كوم ليتم إصدارها كإصدار جامعي فعلي. علاوة على ذلك، أطلق سيان كيك ستارتر في أبريل 2018 لتوفير نسخ رقمية من الألعاب السبع بالإضافة إلى مكافآت الداعم بما في ذلك محاكاة كتاب الربط باستخدام شاشة LCD مدرجة في غلاف الكتاب. تم تمويل كيك ستارتر بنجاح حيث حقق 2٫8 million دولار أمريكيعلى هدف مستهدف 250,000 دولار أمريكي.
في 26 يونيو 2019، أعلنت فيلاج رود شو بيكتشرز عن حصولها على حقوق الامتياز وتخطط لتوسيع أساطيرها لتطوير عالم متعدد المنصات يتضمن الأفلام والمسلسلات التلفزيونية. سيعملون جنبًا إلى جنب مع ميلر وشقيقه ريان وكذلك إسحاق تيسترمان وييل رايس من شركة ديليف ميديا.

## الاستقبال والتأثير
| لعبه                            | ميتاكريتيك | GameRankings |
| ------------------------------- | ---------- | ------------ |
| ميست                            | غير متوفر  | 82.57٪       |
| ممزق                            | 83٪        | 84.60٪       |
| الغموض الثالث: المنفى           | 83٪        | 77.07٪       |
| أورو: الأعمار وراء الغموض       | 79٪        | 76.19٪       |
| Uru: مسار شل                    | 72٪        | 67.69٪       |
| Uru: سجلات كاملة                | غير متوفر  | 84.67٪       |
| الصواب الرابع: الوحي            | 82٪        | 81.72٪       |
| الغموض الخامس: نهاية الأعمار    | 80٪        | 79.82٪       |
| Myst Online: Uru Live (GameTap) | 78٪        | 82.67٪       |

بشكل عام حققت سلسلة ميست نجاحًا نقديًا وتجاريًا. كان راند وروبين ميلر يتوقعان أن يؤدي ميست أداءً جيدًا مثل إصدرات سيان السابقة محقق ما يكفي من المال لتمويل المشروع التالي. بدلاً من ذلك باعت ميست أكثر من ستة ملايين وحدة لتصبح لعبة الكمبيوتر الأكثر مبيعًا على الإطلاق حتى تجاوزت ذاسيمز مبيعات ميست في عام 2002. باعت الألعاب الثلاث الأولى في السلسلة أكثر من اثني عشر مليون نسخة.
أشار كاتب 1أب.كوم جيرمي باريش أن هناك رأيين رئيسيين عن طرقة لعبميست البطيئة القائمة على الألغاز، «يعتبر المشجعون لعبة ميست لعبة أنيقة وذكية للكبار، بينما يصفها المنتقدون بأنها نزهة بلا روح عبر متحف رقمي، إنها فن أكثر من لعبة.»  كان مديرو صناعة الألعاب في حيرة من أمرهم بسبب نجاح ميست حيث لم يفهموا كيف تحول «عرض الشرائح التفاعلية» إلى نجاح كبير.
تسببت السلسلة في تحول كبير في نوع ألعاب المغامرة. على عكس الألعاب السابقة، حاولت ميست إبقاء اللاعبين منغمسين في العالم من خلال إزالة جميع المعلومات غير المرتبطة بالعالم الخيالي نفسه — لا يوجد نص توضيحي أو مخزون أو عدادات للنتائج. كما تم الاستشهاد بـ ميست كسبب لانحراف نوع لعبة المغامرة؛ حرصا على الاستفادة من نجاح ميست أنتج الناشرون نسخ متواضعة من ميست أغرقت السوق. قبل الإفراج المنفى ' اعتبرت الألعاب مثل ميست شكل من أشكال الألعاب القديمة من قبل بعض النقاد.
يُنسب إلى العنوان على نطاق واسع باعتباره إحدى الألعاب الأولى التي لا تجذب اللاعبين المتشددين فحسب، بل أيضًا للاعبين العرضيين والتركيبة السكانية التي لم تمارس الألعاب عمومًا، مثل النساء. ' افتقار ميست لعناصر اللعبة التقليدية العنف، والموت، والفشل أمرًا جذابًا لمن لا يحبونه وأولئك الذين يفكرون في شراء جهاز كمبيوتر. ساعد قرار ميلرز بتطوير ميست لتنسيق CD-ROM الناشئ في زيادة الاهتمام وتبني محركات الأقراص.
ألهمت اللعبة لعبة محاكاة ساخرة على قرص مضغوط تسمى بيست، كتبها الممثل الكوميدي بيتر بيرغمان وظهرت جون جودمان في مشاهد فيديو. سافر اللاعبون عبر جزيرة ميست المدللة بعد أن سار عليها ملايين اللاعبين مع لعبة محاكاة ساخرة تسخر من عناصر من النموذج الأولي.

## اتفاقيات المعجبين
أنتجت اللعبة اتفاقيات المعجبين السنوية حول العالم. يقام ميستيريوم منذ عام 2000 والذي نشأ عن خطط مجموعة صغيرة من المعجبين الذين أرادوا الالتقاء شخصيًا. حضر ما يقرب من 200 شخص الاجتماع في سبوكان، واشنطن، والذي عقد في مقر سيان ورلدز . تم التخطيط للاتفاقيات اللاحقة بشكل أكثر رسمية بما في ذلك العروض التقديمية والموسيقى الحية. على غرار ميستيريوم يعد ميستراليا تجمعًا لأستراليا ونيوزيلندا ويعقد منذ عام 2005.

## روابط خارجية
- عوالم سماوي